# قراغوز سليم أقا
قراغوز سليم‌ أقا هي قرية في مقاطعة أرومية، إيران. عدد سكان هذه القرية هو 182 في سنة 2006.